# 龍蔵寺 (加須市)
龍蔵寺（りゅうぞうじ）は、埼玉県加須市大門町にある浄土宗の寺院である。山号は無着山。本尊は阿弥陀如来。室町時代の文和4年（1355年）に教蔵上人により開山。江戸時代には幕府から寺領22石の所領安堵の朱印状が与えられていた。境内の大銀杏は樹齢670年とされ、加須市の木のモデルになっている。

## 歴史
文和4年（1355年）教蔵により創建。利根川に棲み、周辺住民を悩ませた白竜を教蔵が退治した際、その頭があったところに銀杏を植えたことがその始まりとされる。創建当初は浄土宗藤田派。

## 文化財
木造阿弥陀如来立像
当寺の本尊。像高100cmの寄木造り。像内胸部の墨書には永仁元年（1293年）の銘と、性信上人の門弟が勧進し、武州慈恩寺（さいたま市岩槻区）の仏師の作であることが記されている。像の制作年代は寺の開山よりも古い。昭和12年（1937年）に国の重要美術品に認定され、1964年には埼玉県指定文化財（有形文化財・彫刻）となっている。
本堂
桁行5間、梁間5間、入母屋造瓦葺である。天保6年（1835年）から9年間の歳月をかけて完成した。加須市内で最大規模の木造建築である。設計、施工は川俣（羽生市）の三村正利とされる。加須市文化財指定（有形文化財　建造物）
御朱印状
江戸幕府の将軍より税の免除を去れた土地を与えられたことを証明する文書。朱印状は、徳川家光から家茂まで九条が残る。加須市指定文化財（有形文化財　古文書）
大銀杏
樹齢約670年。幹回り4.3m、高さ約20mの雌木。イチョウは加須市の木となっている。加須市指定文化財（天然記念物）